# Plessur (fiume)
Il Plessur è un fiume del Canton Grigioni (Svizzera) affluente del Reno.
Nasce nel comune di Arosa ad un'altezza di 1.750 m e si getta nel Reno nei pressi di Coira.
Il fiume dà il proprio nome al distretto di Plessur ed alle Alpi del Plessur.